# Potsdam Hauptbahnhof
Potsdam Hauptbahnhof – główny dworzec kolejowy w Poczdamie, w kraju związkowym Brandenburgia, w Niemczech. Jest stacją końcową linii nr 7 kolei miejskiej (S-Bahn) w Berlinie.
| Potsdam Hauptbahnhof               |  |                       |
| Linia Berlin - Poczdam - Magdeburg |  |                       |
| Potsdam Babelsberg                 |  | Potsdam-Charlottenhof |